# Berta de Blangy
Santa Berta de Artois o Santa Berta de Blangy (mediados del siglo VII - 4 de julio de 725) fue una abadesa franca y anglosajona.

## Biografía
Santa Berta era hija del conde Rigoberto, mayordomo de palacio de Clodoveo II antes de Ebroín. Su madre Ursana, fue hija del rey de Kent (en Inglaterra).
A los 20 años, Berta se casó con Sigfrido, pariente del rey. Cuando su marido murió en 672, después de veinte años de matrimonio y cinco hijos como descendencia, Berta se decidió a realizar vida religiosa. En 682 o 685 Berta fundó un convento en Blangy, Artois  (ahora Blangy-sur-Ternoise). Se retiró allí con dos de sus hermanas mayores, Deotila y Gertrude. Después, su hermana Deotila le sucedió como abadesa, cuando Berta se retiró a vivir una vida apartada de devoción y rezo. Santa Berta murió a una edad avanzada por causas naturales el 4 de julio de 725. El santoral católico se celebra el día de su muerte, 4 de julio. 